# 佐瑟恩杜鲁
拿督佐瑟恩杜鲁（1954年6月8日—），马来西亚政治人物，砂拉越州实兰沟国阵砂人民党国会议员 。曾任首相署部长及乡村与区域发展部副部长。

## 个人荣誉
- 砂拉越：
  -  犀鸟之星辉煌领袖勋章（PGBK）—拿督（2008年）